# Moe Howard

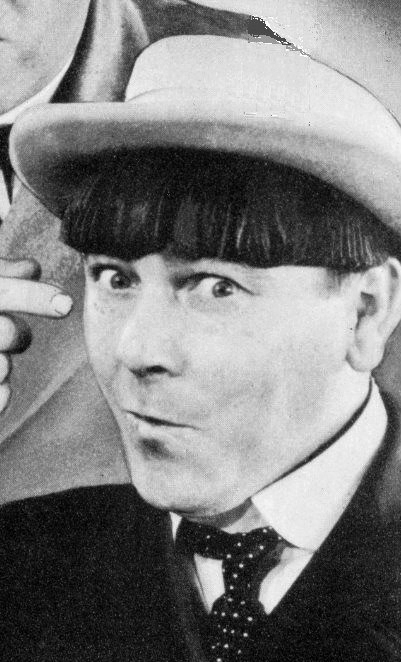
Moe Howard, 1937

Moe Howard (bürgerlich Harry Moses Horwitz; * 19. Juni 1897 in Bensonhurst, New York; † 4. Mai 1975 in Los Angeles) war ein US-amerikanischer Komiker und Schauspieler und die zentrale Figur in der Komikertruppe The Three Stooges.

## Leben

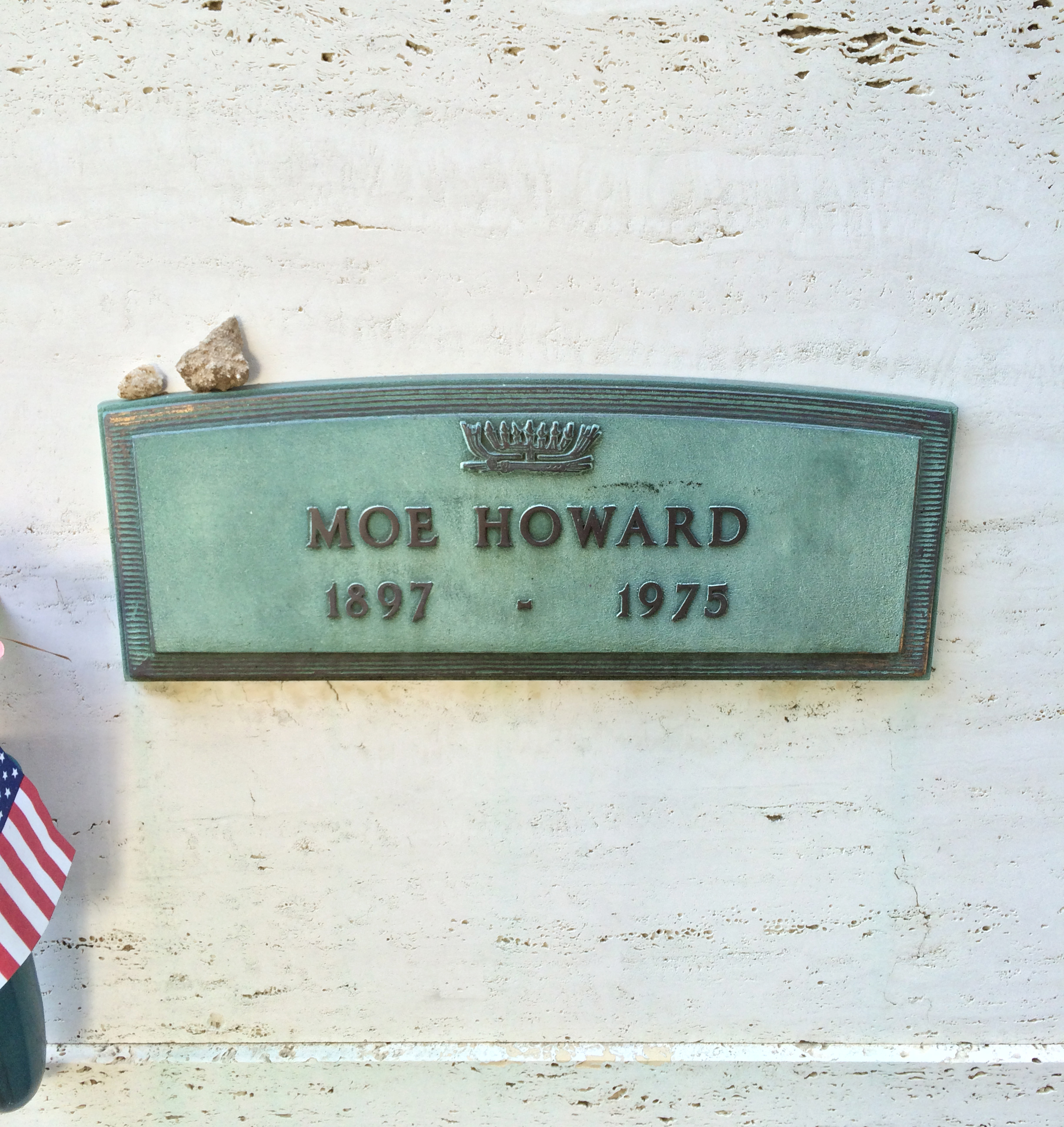
Krypta von Moe Howard, im Hillside Memorial Park

Moe wurde als vierter Sohn von Jennie Mary (1870–1939) und Solomon Nathan Horwitz (1872–1943) geboren. Seine Brüder waren Irving (1891–1939), Benjamin Jacob (1893–1976), Shemp (1895–1955) und Curly (1903–1952). Er war mit seiner Frau Helen von 1925 bis zu seinem Tod verheiratet und Vater von zwei Kindern, Joan und Paul. Moe Howard starb am 4. Mai 1975 im Alter von 77 Jahren an Lungenkrebs. Er wurde auf dem Hillside Memorial Park Cemetery in Culver City beigesetzt.
Die nach ihm selbst benannte Filmfigur war in 190 Kurzfilmen und in etlichen weiteren Filmen zu sehen.

## Filmografie (Auswahl)
- 1909: We Must Do Our Best (Kurzfilm)
- 1910: Fish Hooky (Kurzfilm)
- 1919: Spring Fever (Kurzfilm)
- 1930: Die Drei von der Feuerwache (Soup to Nuts)
- 1933: Nertsery Rhymes (Kurzfilm)
- 1933: Turn Back the Clock
- 1933: Beer and Pretzels (Kurzfilm)
- 1933: Broadway to Hollywood
- 1933: Give a Man a Job (Kurzfilm)
- 1933: Hello Pop (Kurzfilm)
- 1933: Plane Nutz (Kurzfilm)
- 1933: Meet the Baron
- 1933: Ich tanze nur für Dich (Dancing Lady)
- 1933: Myrt and Marge
- 1934: Zwei Herzen auf der Flucht (Fugitive Lovers)
- 1934: Jailbirds of Paradise (Kurzfilm)
- 1934: Hollywood on Parade No. B-9 (Kurzfilm)
- 1934: Woman Haters (Kurzfilm)
- 1934: The Three Stooges Show
- 1934: The Big Idea (Kurzfilm)
- 1934: Hollywood Party
- 1934: Punch Drunks (Kurzfilm)
- 1934: Men in Black (Kurzfilm)
- 1934: The Captain Hates the Sea
- 1934: Three Little Pigskins (Kurzfilm)
- 1935: Horses' Collars (Kurzfilm)
- 1935: Restless Knights (Kurzfilm)
- 1935: Pop Goes the Easel (Kurzfilm)
- 1935: Uncivil Warriors (Kurzfilm)
- 1935: Pardon My Scotch (Kurzfilm)
- 1935: Hoi Polloi (Kurzfilm)
- 1935: Three Little Beers (Kurzfilm)
- 1936: Ants in the Pantry (Kurzfilm)
- 1936: Movie Maniacs (Kurzfilm)
- 1936: Half Shot Shooters (Kurzfilm)
- 1936: Chaos vor Gericht (Disorder in the Court) (Kurzfilm)
- 1940: You Nazty Spy! (Kurzfilm)
- 1941: I'll Never Heil Again (Kurzfilm)
- 1962: Haut den Herkules (The Three Stooges Meet Hercules)
- 1965: The New 3 Stooges (animierte Fernsehserie, 197 Folgen, Stimme)